# Ornatotol
Ornatotol (Ornatotholus) – rodzaj dinozaura należący do grupy pachycefalozaurów. Prawdopodobnie reprezentuje młodocianą formę Stegoceras.

## Występowanie
Ornatotol występował w późnej kredzie (kampan) na obszarze współczesnej Ameryki Północnej. Skamieniałości ornatotola znaleziono w kanadyjskiej prowincji Alberta.

## Historia odkryć i status taksonomiczny rodzaju
Holotyp O. browni (AMNH 5450) został początkowo uznany przez Petera Galtona za szczątki samicy Stegoceras validum. W 1979 roku Wall i Galton opisali go jako nowy gatunek Stegoceras browni, a w 1983 Galton i Sues przenieśli ten gatunek do nowego rodzaju Ornatotholus. W 1998 roku Goodwin i in. uznali AMNH 5450 za skamieniałość młodocianego S. validum, z czym zgadzali się niektórzy późniejsi autorzy, lecz nie wszyscy. W 2011 roku Schott i współpracownicy na podstawie allometrii i analiz histologicznych kostnej kopuły na czaszce stwierdzili, że AMNH 5450 reprezentuje wczesne stadium ontogenetyczne S. validum, a O. browni jest synonimem S. validum.